# 浅倉杏美
浅倉 杏美（あさくら あずみ、本名および旧芸名：山本 杏美（やまもと あずみ）、1987年2月15日 - ）は、日本の女性声優、クリエイター、アロマ&ライフセラピスト。アーツビジョン所属。神奈川県出身。代表作に、『アイドルマスターシリーズ』の萩原雪歩、『中二病でも恋がしたい！』の五月七日くみん、『蒼の彼方のフォーリズム』の鳶沢みさきなどがある。

## 来歴
日本ナレーション演技研究所出身。
2003年、「VOICE Newtype」の新人オーディション2003夏でコロムビア賞を受賞。翌年に魔法先生ネギま!（大河内アキラ役）でデビューする。
2006年9月1日に、活動名を本名の山本杏美から浅倉杏美に改名。
2010年7月4日に開催された「THE IDOLM@STER 5th ANNIVERSARY The World is all one !!」にて萩原雪歩の声を長谷優里奈に代わり担当することが発表された。
2017年8月18日、ラジオ番組「内田さんと浅倉さん」および自身のブログにて入籍を発表した。
2019年5月3日、自身のブログにて第1子を懐妊したことを発表した。2019年11月1日、自身のブログにて第1子を出産したことを発表した。
2022年5月6日、自身のブログにて第2子を出産したことを発表した。

## 人物
声優の職業を知ったのはスーパーファミコンで発売された『美少女戦士セーラームーン』であり、ゲームの取扱説明書にはセーラー戦士を演じた5人の声優による座談会の様子が掲載されていた。これを読み将来はゲームの収録をしたいと考えるようになった。
Webラジオの『G.S.Station DASH!』にて、江里夏と「MEA:*」（メアコロン）というユニットを組んでいた。また、MEA:*として歌った「smIle」と「空を見上げて」は現段階で浅倉の数少ない参加曲だった。現在は入手不可だが、当初はG.S.Station公式サイトでダウンロードできた。2007年12月12日に自身のブログにてMEA:*としての活動は2007年いっぱいで終了し、新ユニット「luce」を結成した（江里夏とのコンビユニット）。
『魔法先生ネギま!』の声優陣の中では最年少。神田朱未や野中藍からは『乙女』と言われている。イベントでは感極まり泣いてしまうことがある。親しい声優は福原香織、下田麻美、原由実、沼倉愛美、野々山恵梨など。
『THE IDOLM@STER』（以下『アイマス』）については萩原雪歩役を演じる以前からオーディションを受けていた。雪歩を知ったのは一番最初に『THE IDOLM@STER』のオーディションを受ける前に色々とゲームのことを調べた時だった。あとアーツビジョンの人物に誘われて『THE IDOLM@STER』のライブにも何度か足を運んだことがあり、アイドル全員がどんなキャラで、どんな声優が演じているかということは知っていた。浅倉の周囲にも雪歩ファンが多かったため、色々と話を聞いたりもしていた。オーディションを受けていた時は「歌も得意じゃないし、受からないかな」と思っていたところもあり、その中で初めて求められたことも純粋に嬉しかった。声優として活動していく役の中に、雪歩のようなおとなしい子で声が高くて、女の子らしいっていう役がなく、元気な子やボーイッシュな子、素の声を求めてもらうことが多かったため、やったことがない分野で声をかけてもらえたことも、役者としては嬉しかった。オーディションを受けられるとわかってからはゲームを持っている人物にプレイしてもらったり、その時に出ていた情報を集めたりして、雪歩を研究して臨んでいた。『アイマス』のディレクターの石原章弘によると、2009年の夏ごろに開いた雪歩の代わりの方を捜すオーディションでなかなか納得できる人が見つからず、その時に過去のオーディションを受けていた人物にもあたりをつけて、色々と捜していくうちに浅倉のことを思い出した。星井美希、我那覇響、四条貴音などの過去のオーディションの音声データも確認して、その中で浅倉の歌を聞いていた時に「あっ」、「この声は雪歩かも」と思い、それでアーツビジョンに連絡して、浅倉に連絡をしてもらい、オーディションを受けてもらうことにしたと石原は語る。浅倉によると、雪歩役のオーディションでは『Kosmos,Cosmos』と『THE IDOLM@STER』の2曲を歌っており、歌ありのオーディションを『アイマス』以外ではあまり経験したことがなく、緊張していた。マイクをセッティングしてもらっている時にそれがオンになっていることに気づかず、マネージャーに「あー、『アイマス』のオーディションって、いつも本当に緊張するんですよね……」と話していたのが、全部ブースの外につつ抜けで、それを知った時に「今回も駄目かな……」と思っていた。雪歩のオーディションの時は長谷の雪歩は意識せずに自分なりの声で演じていた。役をもらい、本編を収録し始めてからは「前の雪歩と違う雪歩を演じながらも、近い部分も見つけなきゃ……」と思い、石原たちに相談しながら進めていた。雪歩役に選ばれた時は「受けるからには受かりたい！」と思っていたため、「決まった」と言われた時は声優が変更されたことで、「雪歩を好きだった人が嫌いになってしまったり、離れてしまってはさびしい」と思ったため、「とにかく頑張ろう！」と思った。その時に浅倉も雪歩のことが好きになっていたため、「雪歩をかわいく、強く、しっかり演じて、みんなに愛されるアイドルにしてあげたい」と思った。天海春香役の中村繪里子や星井美希役の長谷川明子などの同じ事務所に所属する声優たちからは浅倉が雪歩役に決まる前は「今度、○月にライブがあるんだ！」とそういう話を聞いたりしていた。雪歩役に決まってからも誰に話してOKなのかがわからず、その後違う現場で会った時に「今度『アイマス』で一緒なんだよね！」と話しかけてもらい、やっとちゃんと話できたという感じだった。役が決まったことを伝えた時は最初に「歌、何曲録るの～!?」と聞かれてしまったという。
三人姉妹の長女で、妹ふたりは一卵性の双子。

## 資格関連
アロマテラピーが趣味で、個人サロンも経営していることから、以下の資格を持っている。
- フランス式アロマテラピー インストラクター
- フランス式アロマテラピートリートメント プロフェッショナルセラピスト
- フランス式ハイドロセラピー インストラクター
- AEAJアロマテラピー検定1級
- メディカルハーブ検定
- 環境カオリスタ

## 出演
太字はメインキャラクター。

### テレビアニメ
2005年
- 魔法先生ネギま！（2005年 - 2007年、大河内アキラ） - 2シリーズ

2006年
- 彩雲国物語（2006年 - 2007年、琴恋） - 2シリーズ

2007年
- きらりん☆レボリューション（とも）
- バンブーブレード（高橋）

2008年
- CHAOS;HEAD（女子A）
- 仮面のメイドガイ（巨乳バイトB）
- かんなぎ（女子生徒）
- テレパシー少女 蘭（美冬、ユキ、女性職員）
- ネオ アンジェリーク Abyss（女子生徒）
- 乃木坂春香の秘密（女子生徒A）
- ロザリオとバンパイア（女子生徒）

2009年
- 花咲ける青少年（倣玲莉）

2010年
- 四畳半神話大系（女子A #2）

2011年
- THE IDOLM@STER（2011年 - 2012年、萩原雪歩） - 1シリーズ + 特別編
- SKET DANCE（瀬川文）

2012年
- 灼眼のシャナIII -Final-（“螺旋の風琴”リャナンシー）
- 中二病でも恋がしたい！（2012年 - 2014年、五月七日くみん） - 2シリーズ
- ハイスクールD×D（2012年 - 2018年、アーシア・アルジェント） - 4シリーズ
- 輪廻のラグランジェ（岩淵まちこ） - 2シリーズ

2013年
- とある科学の超電磁砲 シリーズ（2013年 - 2020年、食蜂操祈） - 2シリーズ
- はたらく魔王さま！（2013年 - 2023年、エメラダ・エトゥーヴァ） - 3シリーズ
- やはり俺の青春ラブコメはまちがっている。（2013年 - 2020年、城廻めぐり、川崎京華） - 3シリーズ

2014年
- 悪魔のリドル（犬飼伊介、犬飼伊介の人形）
- ストライク・ザ・ブラッド（オクタヴィア・メイヤー）
- 魔法科高校の劣等生（小早川景子）

2015年
- VALKYRIE DRIVE -MERMAID-（レディー・J）
- 蒼穹のファフナー EXODUS（将陵佐喜）
- わかば*ガール（小橋乙葉）

2016年
- 蒼の彼方のフォーリズム（鳶沢みさき）
- 競女!!!!!!!!（室町光）
- ブブキ・ブランキ（リュドミラ・アルセーニエヴナ・バラキレヴァ） - 2シリーズ
- レガリア The Three Sacred Stars（アオイ・コノエ）

2017年
- テイルズ オブ ゼスティリア ザ クロス（マオテラス）
- 銀の墓守り（ジョスティア）
- 18if（三枝美礼）
- UQ HOLDER! 〜魔法先生ネギま!2〜（大河内アキラ）

2018年
- かみさまみならい ヒミツのここたま（アワワ）
- デビルズライン（田丸裕子）

2019年
- ぱすてるメモリーズ（C子）

2020年
- プリンセスコネクト！Re:Dive（アカリ）

2021年
- セブンナイツ レボリューション -英雄の継承者-（女神セラス）
- 魔法科高校の優等生（小早川景子）

2023年
- アイドルマスター ミリオンライブ！（萩原雪歩）

### 劇場アニメ
- 劇場版 魔法先生ネギま! ANIME FINAL（2011年、大河内アキラ）
- 中二病でも恋がしたい!シリーズ（2013年 - 2018年、五月七日くみん[40][41]） - 2作品
- THE IDOLM@STER MOVIE 輝きの向こう側へ!（2014年、萩原雪歩[42]）
- コードギアス 復活のルルーシュ（2019年、女官）

### OVA
2000年代
- げんきげんきノンタン がんばるもん（2006年、まんまるちゃん）
- ネギま!? 春版・夏版（2006年、大河内アキラ）
- 魔法先生ネギま! OVAシリーズ（2008年 - 2010年、大河内アキラ） - 2作品

2010年代
- 好きです鈴木くん!!（2010年、星野爽歌）
- 姫ギャル♥パラダイス（2011年 - 2012年、立川姫子）※ちゃお 2011年2、5、8、9、11月号・2012年1、3月号付録
- 朝まで授業Chu!（2012年、柿乃坂綾奈）※単行本第3巻の特装版に付属
- ハイスクールD×D（2012年 - 2015年、アーシア・アルジェント） - 小説第13巻、第15巻、DX.1、DX.2 BD付限定版
- 輪廻のラグランジェ（2012年 - 2014年、岩淵まちこ）  - 3シリーズ
- 小林が可愛すぎてツライっ!!（2013年、徳川梓）※単行本第3巻の特装版に付属
- 悪魔のリドル 第十三問（2014年、犬飼伊介）
- THE IDOLM@STER SHINY FESTA（2014年、萩原雪歩） - 3作品
- 蒼穹のファフナー THE BEYOND（2019年 - 2020年、将陵佐喜）

### Webアニメ
- ぷちます! -プチ・アイドルマスター-（2013年 - 2014年、萩原雪歩、ゆきぽ） - 2シリーズ

### ゲーム
2005年
- 魔法先生ネギま！ シリーズ（2005年 - 2007年、大河内アキラ） - 8作品

2009年
- 剣と魔法と学園モノ。2（エルフ・女）
- ワンド オブ フォーチュン （マーサ・オルコット）

2010年
- クリミナルガールズ（ユコ / 片木右子）
- ワンド オブ フォーチュン ポータブル（マーサ・オルコット）
  - ワンド オブ フォーチュン 〜未来へのプロローグ〜（マーサ・オルコット）
  - ワンド オブ フォーチュン 〜未来へのプロローグ〜 ポータブル（マーサ・オルコット）

2011年
- THE IDOLM@STER 2（萩原雪歩）
  - アイドルマスター グラビアフォーユー! Vol.1 - 9（萩原雪歩）

- ヴァイスシュヴァルツ ポータブル（萩原雪歩）
- AKIBA'S TRIP（森泉鈴）
- バレットソウル -弾魂-（勇往邁進のループ） - DLC追加キャラクター
- ワンド オブ フォーチュン2 〜時空に沈む黙示録〜（マーサ・オルコット）

2012年
- THE IDOLM@STER SHINY FESTA（萩原雪歩）
- アイドルマスターモバイルi（萩原雪歩）
- AKIBA'S TRIP PLUS（森泉鈴）
- 圧倒的遊戯 ムゲンソウルズ（十六夜月香）
- エルクローネのアトリエ 〜Dear for Otomate〜（メリエーラ）
- DEMONS' SCORE（セレニティ）
- デビルサマナー ソウルハッカーズ（トモコ）
- 姫ギャル♥パラダイス メチカワ! アゲ盛り↑センセーション!（立川姫子）
- ラブ☆トレ〜Mint〜（真壁しお）
- ワンド オブ フォーチュン2 FD 〜君に捧げるエピローグ〜（マーサ・オルコット）

2013年
- THE IDOLM@STER SHINY TV（萩原雪歩）
  - アイドルマスター シンデレラガールズ（萩原雪歩）
  - アイドルマスター ミリオンライブ!（2013年 - 2017年、萩原雪歩）

- 圧倒的遊戯 ムゲンソウルズZ（月香）
- エンゲージナイツ 〜新約英雄大戦〜（エジソン）
- クリミナルガールズ INVITATION（ユコ）
- 幻獣姫（テスカトリポカ）
- ダイスdeリッチ（カタリーナ）
- ハイスクールD×D（アーシア・アルジェント）
- ファンタジスタドール ガールズロワイヤル（ユウコゥ）

2014年
- アイドルマスター ワンフォーオール（萩原雪歩）
- グリモア〜私立グリモワール魔法学園〜（双美心）
- 城姫クエスト（松前城、萩城、躑躅ヶ崎館、江戸城、大分府内城）
- 神撃のバハムート（プルメリア、エスト）
- ハイスクールD×D NEW FIGHT（アーシア・アルジェント）
- バレットソウル -インフィニットバースト-（勇往邁進のループ）
- 妖怪百姫たん!（ろくろ首）
- LORD of VERMILION III Twin Lance（ミミララ・レイア）

2015年
- 大図書館の羊飼い -Library Party-（藤宮朔夜）
- 白衣性愛情依存症（大幸あすか）※PSV版、PC版
- プリンセスコネクト!（風宮あかり）
- 嫁コレ（アーシア・アルジェント、鳶沢みさき）
- ワールド エンド エクリプス（エステラ）

2016年
- アイドルデスゲームTV（蒲田真理子）
- アイドルマスター プラチナスターズ（萩原雪歩）
- 蒼の彼方のフォーリズム（鳶沢みさき）
- グランブルーファンタジー（2016年 - 2024年、フラウ）
- テイルズ オブ ベルセリア（ライフィセット）
- りりくる Rainbow Stage!!!（椎名真優）

2017年
- アイドルマスター ミリオンライブ! シアターデイズ（2017年 - 2024年、萩原雪歩）
- テイルズ オブ ザ レイズ（ライフィセット）
- アイドルマスター ステラステージ（萩原雪歩）
- Shadowverse（原初の竜使い、漆黒の剣鬼、パニッシュシスター）

2018年
- 電脳戦機バーチャロン×とある魔術の禁書目録 とある魔術の電脳戦機（食蜂操祈）
- プリンセスコネクト！Re:Dive（2018年 - 2024年、アカリ / 風宮あかり）
- 暗黒騎士団長と青春ガール（ダンチョ）
- ネギマテ UQ HOLDER! 〜魔法先生ネギま!2〜（大河内アキラ）
- クイズRPG 魔法使いと黒猫のウィズ（ルシーニア・レメディ）
- アズールレーン（2018年 - 2022年、U-47、U-557）
- メギド72（2018年 - 2023年、ティアマト）

2019年
- とある魔術の禁書目録 幻想収束（食蜂操祈）
- 蒼藍の誓い ブルーオース（オークランド、Z23、アンノウンΟ）

2020年
- アークナイツ（カーディ、スペクター）
- ラストオリジン（フォーチュン、不屈のマリー）
- ファイナルギア -重装戦姫-（シャディッティ）
- ファンタジア・リビルド（アーシア・アルジェント）

2021年
- アイドルマスター ポップリンクス（萩原雪歩）
- アイドルマスター スターリットシーズン（2021年 - 2022年、萩原雪歩）

2022年
- プリコネ！グランドマスターズ（アカリ）
- エターナルツリー（コーセニア）
- ビートリフレ（雪白千鶴）
- アサルトリリィ Last Bullet（食蜂操祈）

2023年
- ドラゴンクエストX 天星の英雄たち オンライン（シャンテ）
- ブルーアーカイブ -Blue Archive-（食蜂操祈）

2024年
- モンスターストライク（食蜂操祈）

### 吹き替え

#### 映画
- ハリー・ポッターと不死鳥の騎士団（2007年）
- ハリー・ポッターと謎のプリンス（2009年、ロミルダ・ベイン）
- ハンナ・モンタナ ザ・ムービー（2010年、クラリッサ）
- 天使の処刑人 バイオレット&デイジー（2014年、デイジー〈シアーシャ・ローナン〉）

#### テレビドラマ
- ギルモア・ガールズ（2007年、レム&リサ）
- しあわせの処方箋 （2010年、エイミー・ジョンソン）
- 光と影（2012年、イ・ジョンヘ〈ナム・サンミ〉[108]）
- ティーン・スパイ K.C.（2015年、マリサ〈ヴェロニカ・ダン〉）

#### アニメ
- ジャングル・ジャンクション（2010年、ズーター[109]）
- レゴ フレンズ（2012年、リヴィ）

### パチンコ・パチスロ
2008年
- CR春一番（春華）

2010年代
- CR輝DREAM（2011年、七美）
- THE IDOLM@STER LIVE in SLOT!（2012年、萩原雪歩）
- パチスロ 輪廻のラグランジェ（2014年、岩淵まちこ）
- CRどっキュンリゾート ハワイへん（2014年、かえで）
- パチスロ ハイスクールD×D（2015年、アーシア・アルジェント）
- 3×3 EYES 大帰滅への道（2016年、神山依子）
- CR魔法先生ネギま!（2017年、大河内アキラ）

2020年代
- Pフィーバー アイドルマスター ミリオンライブ!（2021年、萩原雪歩）
- パチスロ アイドルマスター ミリオンライブ!（2021年、萩原雪歩）

### アプリ
- アプリ少女 ほむらキイチ（2011年、きいちちゃん[112]）

### オーディオドラマ
- さんさんDream（相馬葵）
- THE IDOLM@STER NO Make!（2011年、萩原雪歩）
- THE IDOLM@STER No Make+!（2015年、萩原雪歩）

### ドラマCD
2005年
- 魔法先生ネギま! 2時間目 戦う乙女たち!麻帆良大運動会SP!『巨乳シンデレラ』（大河内アキラ）

2006年
- 魔法先生ネギま! ドラマCD Vol.2（大河内アキラ）
- 彩雲国物語 ドラマCD1 番外編〜「楸瑛と絳攸」・「親睦温泉旅行」（迷子の少女）

2007年
- ネギま!? ドラマCD Vol.2（大河内アキラ）
- ネギま!? バラエティドラマCD Vol.1（大河内アキラ）

2008年
- 魔法先生ネギま! 〜白き翼 ALA ALBA〜「言っておきたいことがある!」（大河内アキラ）
- 執事様のお気に入り（女子生徒）

2009年
- H+P -ひめぱら-（女性騎士）
- 勾玉花伝 巫女姫様とさくらの契約（渦女）
- プリンセスハーツ〜両手の臣下は棘だらけの巻〜（女）
- 07-GHOST ドラマCD 第2巻 The top news headlines（子供）

2010年
- THE IDOLM@STER MASTER ARTIST 2 -FIRST SEASON- 08、09（萩原雪歩）
- 血液型男子。 キャラクタードラマCD セカンドシーズン O型（アイ）

2011年
- ぷちます! -PETIT IDOLM@STER- ドラマCD 01、02（萩原雪歩、ゆきぽ）
  - THE IDOLM@STER ANIM@TION MASTER 02（萩原雪歩）
  - ファミソン8BIT☆アイドルマスター BEST ALBUM + LIVE DVD（萩原雪歩）

- AKIBA'S TRIP オリジナルドラマCD BACK-STORIES（森泉鈴）

2012年
- THE IDOLM@STER No Make!（萩原雪歩）
- 残念くのいち伝（千乃零華）
- 輪廻のラグランジェ season2 キャラクターCD Vol.2「ラン編」（岩淵まちこ）

2013年
- いっしょに寝るの!〜primavera notturno〜（平泉あおい）
- りりくる -LIly LYric cyCLE- Vol.1 - 3（2013年 - 2014年、椎名真優）

2014年
- りりくる -LIly LYric cyCLE- Extra episode 夏休み編 -smile with sun-/冬休み編 -trust in snow-（椎名真優）
- 南鎌倉高校女子自転車部（寿鶴）※単行本第6巻ドラマCD付き初回限定版

#### BLCD
2007年
- せつなさは夜の媚薬（八嶋史代）
- 両手に君の告白を その指だけが知っている4（女子生徒）

2008年
- 御界/ON-KAI

2009年
- うちの巫女が言うことには（路美）
- 勘弁してくれ（友達2）
- 空中庭園（アンドロメダ）
- ジョーカーの甘い嘘（女の子）
- 素顔の君をあいしてる（高田愛子）
- SEXY EFFECT 96 3 LOVE SEXUAL（女刑事）

2010年
- 兄弟の事情（女子大生）

### プラネタリウムの声の出演
- 3.2.1.0 しゅっぱつしんこう ダーツでめぐるうちゅうのたび（向井千秋記念こども科学館にて放映プラネタリウムのアナウンス）
- 相模原市立博物館内のプラネタリウムプログラム『まだ見ぬ宇宙の隣人をもとめて－青き空の彼方に－』（はるか）

### ナレーション
- コンピレーションアルバム「First Kiss」（TVCMナレーション）
- 犬と私の10の約束（CMナレーション）
- 子猫にお願い（ナレーション）

### ラジオ・ライブCD
- THE IDOLM@STER STATION!!! 関連商品
  - HEART AND SOUL -THE IDOLM@STER STATION!!!-
  - THE IDOLM@STER STATION!!! Nouvelle Vague
  - THE IDOLM@STER STATION!!! Amazing grace
- ラジオCD「中二病でも恋がしたい! 〜闇の炎に抱かれて聴け〜」 Vol.1 - 2
- 舞・杏美の「ラジカメ報道STATION!」DJCD VOL.1
- 魔法先生ネギま!シリーズ
  - 大麻帆良祭ライブCD
  - princes festivalライブCD
  - カンださん☆アイぽんのネギまほラジお 2学期プレミアムCD
  - カンださん☆アイぽんのネギまほラジおDJCDvol.2
  - カンださん☆アイぽんのネギまほラジお!?総集編part1 DJCDvol.1
- らぶえんじぇる 萌え萌えパラダイスvol.1 - 4
- ラジオCD ハイスクールD×D 駒王学園 裏オカルト研究部
- DJCD ハイスクールRadio×Radio ぼりゅーむいち、に
- 内田さんと浅倉さん DJCD vol.1-4

### ラジオ
※はインターネット配信。
2000年代
- ソナーリア放送局（2004年、松本零士・ステーション零※）
- G.S.Station DASH!（2005年 - 2007年、神南スタジオ※）
- 声優生活向上委員会mini（2005年 - 2006年、ポッドキャスト※）

2010年代
- とらのあなラジオ部〜とららじ〜（2011年、とらのあな公式ウェブサイト※）
- THE IDOLM@STER STATION!!!（2011年 - 2013年、ラジオ大阪）
- 中原麻衣と浅倉杏美のらぶえんじぇる（2011年 - 2014年、超!A&G+※）
- ハイスクールD×D 駒王学園 裏オカルト研究部（2011年 - 2012年、HiBiKi Radio Station※）
- THE IDOLM@STER web ラジオ 一番くじ&プライズスペシャル（2011年 - 2012年、ニコニコ動画※）
- 舞・杏美の「ラジカメ報道STATION!」（2012年、ラジカメSTATION!※）
- ラジカメSTATION+（2012年、超!A&G+※）
- 中二病でも恋がしたい! 〜闇の炎に抱かれて聴け〜（2012年 - 2014年、音泉※）
- 週刊アニたまがじん（2013年、ラジオ関西）
- ハイスクールRADIO×RADIO 〜略してレディレディ!〜（2013年、HiBiKi Radio Station※）
- 内田さんと浅倉さん（2014年 - 2017年 、超!A&G+※）
- THE IDOLM@STER STATION!!!（2014年 - 、ニコニコ生放送※）
- ハイスクールD×D BorN 宣伝番組「D×Dステーション」（2015年、HiBiKi Radio Station※）
- THE IDOLM@STER webラジオ 〜クレーンキング&一番くじスペシャル〜 つかんでひいてぱんぱかぱーん! わたしたちも盛り上げM@S!（2015年、ニコニコ動画※）
- 蒼の彼方のフォーリズム 邪神ちゃんねる（2015年 - 2016年、音泉※）

#### ラジオドラマ
- ユマの物語〜シンフォニーNo.V〜（2004年、松本零士・ステーション零※：フライング・ミーくん）
- ゴールデンドロップ 遥かなる恵みの雫（2010年、ココ）

### テレビ番組
- ぷらTWOぅ（TOKYO MX：2012年1月2日 - 6月25日）

### Web番組
2012年
- ぷちます! 増刊号（ニコニコ動画：12月27日 - 2013年3月30日）
- 中二病でも恋がしたい！〜闇の炎に抱かれて聴け〜 暗黒ミサの会（ニコニコ生放送：10月18日 - 2014年3月20日）

2014年
- ニコニコ超会議3（ニコニコ生放送：2014年4月26日）

「中二病でも恋がしたい!」ラジオ VS「悪魔のリドル」ラジオ ガチンコバトルステージ
アイドルマスター「生っすか!?レボリューション」〜ゲームチャレンジステージ〜
- 【TGS2014】セガスタジオからニコ生放送、放送内『ワールド エンド エクリプス』（ニコニコ生放送：2014年9月21日）

2016年
- PS4「アイドルマスター（仮称）」特番（ニコニコ生放送：1月28日）

### 映像商品
2003年
- 魔法先生ネギま! 麻帆良学園中等部2-A:一学期特典DVD 麻帆良学園中等部2-A:入学式（12月23日）

2004年
- 魔法先生ネギま! 麻帆良学園中等部2-A:三学期特典DVD 麻帆良学園中等部2-A:二学期終業式（8月21日）

2005年
- 魔法先生ネギま! 麻帆良学園 大麻帆良祭（12月10日）

2007年
- カンださん☆アイぽんのネギまほビデお!? vol.1（5月20日）
- ネギま!? Princess Festival DVD（7月4日）

2011年
- THE IDOLM@STER 5th ANNIVERSARY The world is all one !! 100704
- THE IDOLM@STER 6th ANNIVERSARY SMILE SUMMER FESTIV@L!
- THE IDOLM@STER STATION!!! “1,2,3” Promotion Video and Making DVD（9月28日）

2012年
- THE IDOLM@STER 7th ANNIVERSARY 765PRO ALLSTARS みんなといっしょに!
- THE IDOLM@STER STATION!!! First Live "HEART AND SOUL"
- 声旬!presents 鷲ノ繪〜プロデューサーさんっ!鷲ノ繪ですよ、鷲ノ繪!!〜 DVD
- 秋葉原声優まつり THE MOVIE（8月27日）

2013年
- THE IDOLM@STER MUSIC FESTIV@L OF WINTER!!
- ミュージックビデオDVD「INSIDE IDENTITY」（1月25日）

2014年
- THE IDOLM@STER 8th ANNIVERSARY HOP! STEP!! FESTIV@L!!! @YOKOHAMA0804
- THE IDOLM@STER M@STERS OF IDOL WORLD!! 2014

2015年
- THE IDOLM@STER 9th ANNIVERSARY WE ARE M@STERPIECE!!

2016年
- Aninelo Summer Live 2015 -THE GATE- 8.28
- THE IDOLM@STER M@STER OF IDOL WORLD!!2015 Live Blu-ray

2017年
- THE IDOLM@STER PRODUCER MEETING 2017 765PRO ALLSTARS FUN TO THE NEW VISION!! EVENT Blu-ray PERFECT BOX（11月22日）

2018年
- THE IDOLM@STER 765 MILLIONSTARS HOTCHPOTCH FESTIV@L!! LIVE Blu-ray DAY2（11月21日）
- テイルズ オブ フェスティバル 2018（12月14日）

2019年
- THE IDOLM@STER PRODUCER MEETING 2018 What is TOP!!!!!!!!!!!!!!? EVENT Blu-ray PERFECT BOX（7月31日）

2023年
- THE IDOLM@STER M@STERS OF IDOL WORLD!!!!! 2023 Blu-ray PERFECT BOX!!!!!

### 舞台
- 舞姫事件ー鴎外輪舞曲ー（小金井喜美子、2018年4月）[130]

## ディスコグラフィ

### キャラクターソング
| 発売日   | 商品名                                                                              | 歌 | 楽曲 | 備考                                                                                             |
| 2004年   | 2004年                                                                              | 2004年 | 2004年 | 2004年                                                                                           |
| -------- | ----------------------------------------------------------------------------------- | --- | --- | ------------------------------------------------------------------------------------------------ |
| 5月1日   | 出席番号のうた                                                                      | 麻帆良学園中等部2-A | 「出席番号のうた」 | テレビアニメ『魔法先生ネギま!』関連曲                                                            |
| 6月23日  | 魔法先生ネギま! 麻帆良学園中等部2-A 9月：運動部仲良し4人組                          | 運動部仲良し4人組 | 「GLOW WILD」 「GLOW WILD（Remix ver.）」 | テレビアニメ『魔法先生ネギま!』関連曲                                                            |
| 2005年   |                                                                                     | | |                                                                                                  |
| 2月16日  | ハッピー☆マテリアル 1月度：Original Version                                         | 麻帆良学園中等部2-A | 「ハッピー☆マテリアル」 | テレビアニメ『魔法先生ネギま!』オープニングテーマ                                                |
| 8月3日   | ハッピー☆マテリアル/輝く君へ〜Peace                                                 | 麻帆良学園中等部2-A | 「ハッピー☆マテリアル 31人ver.・TVサイズ」 | テレビアニメ『魔法先生ネギま!』最終話オープニングテーマ                                          |
| 8月3日   | ハッピー☆マテリアル/輝く君へ〜Peace                                                 | 麻帆良学園中等部2-A | 「輝く君へ〜Peace」 | テレビアニメ『魔法先生ネギま!』最終話エンディングテーマ                                          |
| 2007年   |                                                                                     | | |                                                                                                  |
| 1月24日  | ネギま!? 1000%BOX                                                                   | ネギ・スプリングフィールド&麻帆良学園中等部3-A | 「1000%SPARKING!」 「A-LY-YA!」 | テレビアニメ『ネギま!?』関連曲                                                                   |
| 1月24日  | ネギま!? 1000%BOX                                                                   | 明石裕奈（木村まどか）、和泉亜子（山川琴美）、春日美空（板東愛）、大河内アキラ（浅倉杏美） | 「1000%SPARKING」 「A-LY-YA」 「1000%SPARKING（てくのみっくす）」                                                                                         | テレビアニメ『ネギま!?』関連曲                                                                   |
| 3月7日   | ネギま!? うたのCD（2）                                                              | 明石裕奈（木村まどか）、和泉亜子（山川琴美）、春日美空（板東愛）、大河内アキラ（浅倉杏美） | 「infinty Love 2U」 | テレビアニメ『ネギま!?』関連曲                                                                   |
| 9月26日  | ネギま!? ベストアルバム                                                             | ネギ・スプリングフィールド&麻帆良学園中等部3-A | 「Hello Again」 | テレビアニメ『ネギま!?』関連曲                                                                   |
| 2008年   |                                                                                     | | |                                                                                                  |
| 8月27日  | ハッピー☆マテリアル リターン                                                        | 麻帆良学園中等部3-A | 「ハッピー☆マテリアル リターン」 | OAD『魔法先生ネギま! 〜白き翼 ALA ALBA〜』オープニングテーマ                                     |
| 8月27日  | ハッピー☆マテリアル リターン                                                        | 麻帆良学園中等部3-A | 「輝く君へ」 | OAD『魔法先生ネギま! 〜白き翼 ALA ALBA〜』エンディングテーマ                                     |
| 8月27日  | ハッピー☆マテリアル リターン                                                        | 麻帆良学園中等部3-A | 「A-LY-YA」 | テレビアニメ『ネギま!?』関連曲                                                                   |
| 2010年   |                                                                                     | | |                                                                                                  |
| 9月22日  | THE IDOLM@STER MASTER ARTIST 2 Prologue                                             | 天海春香（中村繪里子）、星井美希（長谷川明子）、萩原雪歩（浅倉杏美）、我那覇響（沼倉愛美）、四条貴音（原由実） | 「THE IDOLM@STER 2nd-mix」 | ゲーム『THE IDOLM@STER 2』関連曲                                                                 |
| 9月22日  | THE IDOLM@STER MASTER ARTIST 2 Prologue                                             | IM@S765PRO ALLSTARS | 「団結2010」 | ゲーム『THE IDOLM@STER 2』関連曲                                                                 |
| 11月4日  | 「クリミナルガールズ」オリジナル・サウンドトラック                                  | ユコ（浅倉杏美） | 「だいすき」 | ゲーム『クリミナルガールズ』関連曲                                                               |
| 12月29日 | THE IDOLM@STER MASTER ARTIST 2 -FIRST SEASON- 07 萩原雪歩                           | 萩原雪歩（浅倉杏美） | 「何度も言えるよ」 「LOST 」 「恋」 「MEGARE!（M@STER VERSION）」                                                                                         | ゲーム『THE IDOLM@STER 2』関連曲                                                                 |
| 12月29日 | THE IDOLM@STER MASTER ARTIST 2 -FIRST SEASON- 07 萩原雪歩                           | 萩原雪歩（浅倉杏美）feat.双海真美（下田麻美）、高槻やよい（仁後真耶子） | 「スウィートドーナッツ（Version Yukiho）」 | ゲーム『THE IDOLM@STER 2』関連曲                                                                 |
| 12月29日 | THE IDOLM@STER MASTER ARTIST 2 -FIRST SEASON- 08 双海真美                           | 双海真美（下田麻美）feat.萩原雪歩（浅倉杏美）、高槻やよい（仁後真耶子） | 「スウィートドーナッツ（Version Mami）」 | ゲーム『THE IDOLM@STER 2』関連曲                                                                 |
| 12月29日 | THE IDOLM@STER MASTER ARTIST 2 -FIRST SEASON- 09 高槻やよい                         | 高槻やよい（仁後真耶子）feat.萩原雪歩（浅倉杏美）、双海真美（下田麻美） | 「スウィートドーナッツ（Version Yayoi）」 | ゲーム『THE IDOLM@STER 2』関連曲                                                                 |
| 2011年   |                                                                                     | | |                                                                                                  |
| 1月10日  | THE IDOLM@STER 2 765pro H@PPINESS NEW YE@R P@RTY !! 2011                            | 萩原雪歩（浅倉杏美） | 「チェリー」 「サニー」 | ゲーム『THE IDOLM@STER 2』関連曲                                                                 |
| 2月9日   | The world is all one !!                                                             | 萩原雪歩（浅倉杏美）、双海真美（下田麻美）、高槻やよい（仁後真耶子） | 「The world is all one !!（M@STER VERSION）」 | ゲーム『THE IDOLM@STER 2』関連曲                                                                 |
| 2月9日   | The world is all one !!                                                             | 765PRO ALLSTARS | 「The world is all one !!（M@STER VERSION）」 | ゲーム『THE IDOLM@STER 2』関連曲                                                                 |
| 2月9日   | The world is all one !!                                                             | 天海春香（中村繪里子）、如月千早（今井麻美）、高槻やよい（仁後真耶子）、菊地真（平田宏美）、双海亜美 / 真美（下田麻美）、星井美希（長谷川明子）、秋月律子（若林直美）、四条貴音（原由実）、我那覇響（沼倉愛美）、萩原雪歩（浅倉杏美）                                                  | 「The world is all one !!（765プロみんなで合唱VERSION）」                                                                                                 | ゲーム『THE IDOLM@STER 2』関連曲                                                                 |
| 2月9日   | SMOKY THRILL                                                                        | 星井美希（長谷川明子）、萩原雪歩（浅倉杏美）、高槻やよい（仁後真耶子） | 「チクタク」 | ゲーム『THE IDOLM@STER 2』関連曲                                                                 |
| 6月25日  | THE IDOLM@STER MASTERBOX VII                                                        | 萩原雪歩（浅倉杏美） | 「Coloful Days」 「キミはメロディ」 「またね」 「オーバーマスター」 「L・O・B・M」                                                                        | ゲーム『THE IDOLM@STER 2』関連曲                                                                 |
| 8月10日  | THE IDOLM@STER ANIM@TION MASTER 01 READY!!                                          | 765PRO ALLSTARS | 「READY!!（M@STER VERSION）」 | テレビアニメ『THE IDOLM@STER』オープニングテーマ                                                 |
| 8月10日  | THE IDOLM@STER ANIM@TION MASTER 01 READY!!                                          | 天海春香（中村繪里子）、菊地真（平田宏美）、萩原雪歩（浅倉杏美） | 「おもいでのはじまり」 | テレビアニメ『THE IDOLM@STER』キャラクターソング                                                 |
| 8月24日  | 桜風に約束を -旅立ちの歌-                                                           | ネギ・スプリングフィールド&麻帆良学園中等部3-A | 「桜風に約束を -旅立ちの歌-」 | 劇場アニメ『劇場版 魔法先生ネギま! ANIME FINAL』主題歌                                           |
| 9月7日   | THE IDOLM@STER ANIM@TION MASTER 02                                                  | 765PRO ALLSTARS | 「READY!!（TV SIZE）」 | テレビアニメ『THE IDOLM@STER』オープニングテーマ                                                 |
| 9月7日   | THE IDOLM@STER ANIM@TION MASTER 02                                                  | 765PRO ALLSTARS | 「The world is all one !!（M@STER VERSION）」 | テレビアニメ『THE IDOLM@STER』エンディングテーマ                                                 |
| 9月7日   | THE IDOLM@STER ANIM@TION MASTER 02                                                  | 萩原雪歩（浅倉杏美） | 「ALRIGHT*」 | テレビアニメ『THE IDOLM@STER』挿入歌                                                             |
| 9月7日   | THE IDOLM@STER ANIM@TION MASTER 02                                                  | 萩原雪歩（浅倉杏美）、菊地真（平田宏美） | 「First Stage（M@STER VERSION）」 | テレビアニメ『THE IDOLM@STER』エンディングテーマ                                                 |
| 9月7日   | THE IDOLM@STER ANIM@TION MASTER 02                                                  | 天海春香（中村繪里子）、高槻やよい（仁後真耶子）、双海亜美 / 真美（下田麻美）、萩原雪歩（浅倉杏美）、水瀬伊織（釘宮理恵）、四条貴音（原由実） | 「神SUMMER!!」 | テレビアニメ『THE IDOLM@STER』挿入歌                                                             |
| 10月5日  | THE IDOLM@STER ANIM@TION MASTER 03                                                  | 765PRO ALLSTARS | 「THE IDOLM@STER」 | テレビアニメ『THE IDOLM@STER』エンディングテーマ                                                 |
| 10月5日  | THE IDOLM@STER ANIM@TION MASTER 03                                                  | 765PRO ALLSTARS | 「L・O・B・M」 | テレビアニメ『THE IDOLM@STER』挿入歌                                                             |
| 10月5日  | THE IDOLM@STER ANIM@TION MASTER 03                                                  | 765+876PRO ALLSTARS | 「GO MY WAY!!」 | テレビアニメ『THE IDOLM@STER』エンディングテーマ                                                 |
| 10月19日 | ファミソン8BIT☆アイドルマスター BEST ALBUM + LIVE DVD                               | 萩原雪歩（浅倉杏美） | 「EXCAVATE（『ディグダグ』NEW SONG）」 | ゲーム『THE IDOLM@STER』関連曲                                                                   |
| 11月9日  | THE IDOLM@STER ANIM@TION MASTER 04 CHANGE!!!!                                       | 765PRO ALLSTARS | 「CHANGE!!!!（M@STER VERSION）」 | テレビアニメ『THE IDOLM@STER』オープニングテーマ                                                 |
| 11月30日 | THE IDOLM@STER ANIM@TION MASTER 05                                                  | 天海春香（中村繪里子）、星井美希（長谷川明子）、如月千早（今井麻美）、高槻やよい（仁後真耶子）、萩原雪歩（浅倉杏美）、菊地真（平田宏美）、双海真美（下田麻美）、四条貴音（原由実）、我那覇響（沼倉愛美）                                                                               | 「自分REST@RT（M@STER VERSION）」 | テレビアニメ『THE IDOLM@STER』挿入歌                                                             |
| 11月30日 | THE IDOLM@STER ANIM@TION MASTER 05                                                  | 765PRO ALLSTARS | 「i」 「MEGARE! （M@STER VERSION）」 | テレビアニメ『THE IDOLM@STER』エンディングテーマ                                                 |
| 11月30日 | THE IDOLM@STER ANIM@TION MASTER 05                                                  | 高槻やよい（仁後真耶子）、萩原雪歩（浅倉杏美）、菊地真（平田宏美）、水瀬伊織（釘宮理恵）、三浦あずさ（たかはし智秋）、秋月律子（若林直美） | 「キミはメロディ（M@STER VERSION）」 | テレビアニメ『THE IDOLM@STER』挿入歌                                                             |
| 12月28日 | THE IDOLM@STER ANIM@TION MASTER 06                                                  | 765PRO ALLSTARS | 「CHANGE!!!!（TV SIZE）」 | テレビアニメ『THE IDOLM@STER』オープニングテーマ                                                 |
| 12月28日 | THE IDOLM@STER ANIM@TION MASTER 06                                                  | 如月千早（今井麻美）、天海春香（中村繪里子）、星井美希（長谷川明子）、高槻やよい（仁後真耶子）、萩原雪歩（浅倉杏美）、菊地真（平田宏美）、双海亜美 / 真美（下田麻美）、水瀬伊織（釘宮理恵）、三浦あずさ（たかはし智秋）、四条貴音（原由実）、我那覇響（沼倉愛美）                      | 「約束（TV VERSION）」 | テレビアニメ『THE IDOLM@STER』エンディングテーマ                                                 |
| 2012年   |                                                                                     | | |                                                                                                  |
| 2月1日   | THE IDOLM@STER ANIM@TION MASTER 07                                                  | 星井美希（長谷川明子）、高槻やよい（仁後真耶子）、萩原雪歩（浅倉杏美）、菊地真（平田宏美）、水瀬伊織（釘宮理恵）、秋月律子（若林直美） | 「My Wish」 | テレビアニメ『THE IDOLM@STER』挿入歌                                                             |
| 2月1日   | THE IDOLM@STER ANIM@TION MASTER 07                                                  | 765PRO ALLSTARS | 「まっすぐ」 「いっしょ（NEW VERSION）」 | テレビアニメ『THE IDOLM@STER』エンディングテーマ                                                 |
| 2月1日   | THE IDOLM@STER ANIM@TION MASTER 07                                                  | 765PRO ALLSTARS | 「READY!! & CHANGE!!!! SPECIAL EDITION」 「私たちはずっと…でしょう?」                                                                                     | テレビアニメ『THE IDOLM@STER』挿入歌                                                             |
| 2月1日   | THE IDOLM@STER ANIM@TION MASTER 07                                                  | 萩原雪歩（浅倉杏美）、四条貴音（原由実） | 「見つめて」 | テレビアニメ『THE IDOLM@STER』関連曲                                                             |
| 6月27日  | ハイスクールD×D キャラソンミニアルバム G×S!                                         | アーシア・アルジェント（浅倉杏美） | 「限りなく純粋に近い堕天〜Fall Down〜」 | テレビアニメ『ハイスクールD×D』関連曲                                                            |
| 6月27日  | ハイスクールD×D キャラソンミニアルバム G×S!                                         | オカルト研究部ガールズ | 「STUDY×STUDY（G×Sバージョン）」 | テレビアニメ『ハイスクールD×D』関連曲                                                            |
| 11月7日  | THE IDOLM@STER ANIM@TION MASTER 生っすかSPECIAL 05                                  | 如月千早（今井麻美）、萩原雪歩（浅倉杏美） | 「Little Match Girl（M@STER VERSION）」 「初恋 〜五章 永遠のクリスマス〜」                                                                                | テレビアニメ『THE IDOLM@STER』関連曲                                                             |
| 11月7日  | THE IDOLM@STER ANIM@TION MASTER 生っすかSPECIAL 05                                  | 萩原雪歩（浅倉杏美） | 「風の魔法」 「アムリタ」 | テレビアニメ『THE IDOLM@STER』関連曲                                                             |
| 11月21日 | INSIDE IDENTITY                                                                     | Black Raison d'être | 「INSIDE IDENTITY」 | テレビアニメ『中二病でも恋がしたい！』エンディングテーマ                                         |
| 11月21日 | INSIDE IDENTITY                                                                     | Black Raison d'être | 「OUTSIDER」 | テレビアニメ『中二病でも恋がしたい!』関連曲                                                      |
| 11月28日 | ら♪ら♪ら♪わんだぁらんど                                                             | 765PRO ALLSTARS featuring ぷちどる | 「ら♪ら♪ら♪わんだぁらんど」 「ら♪ら♪ら♪わんだぁらんど（とろぴかる Remix）」                                                                               | Webアニメ『ぷちます! -プチ・アイドルマスター-』テーマソング                                      |
| 12月26日 | 中二病でも恋がしたい! ボーカルミニアルバム 暗黒虹彩楽典                             | 五月七日くみん（浅倉杏美） | 「ひるねぶ Diary」 | テレビアニメ『中二病でも恋がしたい!』関連曲                                                      |
| 2013年   |                                                                                     | | |                                                                                                  |
| 1月30日  | THE IDOLM@STER ANIM@TION MASTER 生っすかSPECIAL CURTAIN CALL                        | 天海春香（中村繪里子）、星井美希（長谷川明子）、如月千早（今井麻美）、高槻やよい（仁後真耶子）、萩原雪歩（浅倉杏美）、我那覇響（沼倉愛美） | 「We Have A Dream（M@STER VERSION）」 | パチスロ『THE IDOLM@STER LIVE in SLOT!』テーマソング                                             |
| 1月30日  | THE IDOLM@STER ANIM@TION MASTER 生っすかSPECIAL CURTAIN CALL                        | 萩原雪歩（浅倉杏美） | 「First Step」 | ゲーム『THE IDOLM@STER 2』関連曲                                                                 |
| 2月10日  | THE IDOLM@STER MASTERBOX VIII                                                       | 萩原雪歩（浅倉杏美） | 「The world is all one !!」 「MEGARE!」 「きゅんっ!ヴァンパイアガール」 「愛 LIKE ハンバーガー」 「Honey Heartbeat」 「Little Match Girl」                | ゲーム『THE IDOLM@STER 2』関連曲                                                                 |
| 3月27日  | PETIT IDOLM@STER Twelve Seasons! Vol.12 萩原雪歩&ゆきぽ                             | 萩原雪歩（浅倉杏美） | 「ねがいひとつ」 「ら♪ら♪ら♪わんだぁらんど」 「TODAY with ME」                                                                                            | Webアニメ『ぷちます! -プチ・アイドルマスター-』関連曲                                            |
| 4月10日  | THE IDOLM@STER ANIM@TION MASTER 生っすかSPECIAL弦楽四重奏 初恋組曲                  | 萩原雪歩（浅倉杏美） | 「初恋 〜五章 永遠のクリスマス〜（雪歩ソロ・リミックス）」                                                                                                | テレビアニメ『THE IDOLM@STER』関連曲                                                             |
| 4月24日  | THE IDOLM@STER LIVE THE@TER PERFORMANCE 01 Thank You!                               | 765 MILLIONSTARS | 「Thank You!」 | ゲーム『アイドルマスター ミリオンライブ!』テーマソング                                           |
| 4月24日  | THE IDOLM@STER LIVE THE@TER PERFORMANCE 01 Thank You!                               | 765PRO ALLSTARS | 「Thank You!（765PRO ver.）」 | ゲーム『アイドルマスター ミリオンライブ!』テーマソング                                           |
| 8月28日  | ハイスクールD×D NEW エンディングキャラソンアルバム!                                 | オカルト研究部ガールズ | 「方程式は答えない」 | テレビアニメ『ハイスクールD×D NEW』エンディングテーマ                                            |
| 8月28日  | ハイスクールD×D NEW エンディングキャラソンアルバム!                                 | オカルト研究部ガールズ | 「らぶりぃ♥でびる」 | テレビアニメ『ハイスクールD×D NEW』エンディングテーマ                                            |
| 8月28日  | ハイスクールD×D NEW エンディングキャラソンアルバム!                                 | アーシア・アルジェント（浅倉杏美）、塔城小猫（竹達彩奈） | 「デイズ・キュートハート・フリップ」 | テレビアニメ『ハイスクールD×D NEW』関連曲                                                        |
| 9月11日  | 小鳥遊六花・改 〜劇場版 中二病でも恋がしたい!〜 主題歌集 〜中二病奥義・三曲の極み〜 | Black Raison d'être | 「Secret Survivor」 | 劇場アニメ『小鳥遊六花・改 〜劇場版 中二病でも恋がしたい!〜』エンディングテーマ                  |
| 2014年   |                                                                                     | | |                                                                                                  |
| 1月29日  | M@STERPIECE                                                                         | 765PRO ALLSTARS | 「M@STERPIECE」 | 劇場アニメ『THE IDOLM@STER MOVIE 輝きの向こう側へ!』テーマソング                                 |
| 1月29日  | M@STERPIECE                                                                         | 天海春香（中村繪里子）、星井美希（長谷川明子）、如月千早（今井麻美）、高槻やよい（仁後真耶子）、菊地真（平田宏美）、水瀬伊織（釘宮理恵）、双海亜美 / 真美（下田麻美）、三浦あずさ（たかはし智秋）、萩原雪歩（浅倉杏美）、我那覇響（沼倉愛美）、四条貴音（原由実）                      | 「M@STERPIECE（MOVIE VERSION」 | 劇場アニメ『THE IDOLM@STER MOVIE 輝きの向こう側へ!』挿入歌                                       |
| 1月29日  | M@STERPIECE                                                                         | 765PRO ALLSTARS | 「THE IDOLM@STER（MOVIE VERSION）」 | 劇場アニメ『THE IDOLM@STER MOVIE 輝きの向こう側へ!』挿入歌                                       |
| 2月5日   | Van!shment Th!s World                                                               | Black Raison d'être | 「Van!shment Th!s World」 | テレビアニメ『中二病でも恋がしたい!戀』エンディングテーマ                                        |
| 2月5日   | Van!shment Th!s World                                                               | Black Raison d'être | 「February Magic」 | テレビアニメ『中二病でも恋がしたい!戀』関連曲                                                    |
| 3月26日  | THE IDOLM@STER LIVE THE@TER PERFORMANCE 12                                          | 萩原雪歩（浅倉杏美） | 「ハミングロード」 | ゲーム『アイドルマスター ミリオンライブ!』関連曲                                                 |
| 3月26日  | THE IDOLM@STER LIVE THE@TER PERFORMANCE 12                                          | 萩原雪歩（浅倉杏美）、周防桃子（渡部恵子）、二階堂千鶴（野村香菜子）、ロコ（中村温姫） | 「ココロがかえる場所」 | ゲーム『アイドルマスター ミリオンライブ!』関連曲                                                 |
| 4月2日   | 中二病でも恋がしたい!戀 キャラクターソングミニアルバム 輝きの幻夢舞台               | Black Raison d'être | 「Sparkling Daydream」 | テレビアニメ『中二病でも恋がしたい!戀』関連曲                                                    |
| 4月2日   | 中二病でも恋がしたい!戀 キャラクターソングミニアルバム 輝きの幻夢舞台               | 五月七日くみん（浅倉杏美） | 「暁闇のParonomasia」 | テレビアニメ『中二病でも恋がしたい!戀』関連曲                                                    |
| 5月14日  | 黒組曲・序                                                                          | 10年黒組 | 「QUEEN」 | テレビアニメ『悪魔のリドル』エンディングテーマ                                                   |
| 6月11日  | 黒組曲・破                                                                          | 10年黒組 | 「THE LAST PARTY」 | テレビアニメ『悪魔のリドル』エンディングテーマ                                                   |
| 6月18日  | ラムネ色 青春                                                                       | 765PRO ALLSTARS | 「ラムネ色 青春」 | 劇場アニメ『THE IDOLM@STER MOVIE 輝きの向こう側へ!』挿入歌                                       |
| 6月18日  | ラムネ色 青春                                                                       | 765PRO ALLSTARS | 「READY!!（M@STER VERSION）」 | テレビアニメ『THE IDOLM@STER』関連曲                                                             |
| 6月18日  | ラムネ色 青春                                                                       | 天海春香（中村繪里子）、星井美希（長谷川明子）、如月千早（今井麻美）、高槻やよい（仁後真耶子）、萩原雪歩（浅倉杏美）、菊地真（平田宏美）、双海真美（下田麻美）、四条貴音（原由実）、我那覇響（沼倉愛美）                                                                               | 「自分REST@RT（M@STER VERSION）」 | テレビアニメ『THE IDOLM@STER』関連曲                                                             |
| 7月9日   | 黒組曲・急                                                                          | 犬飼伊介（浅倉杏美） | 「天使のスマイル♥」 | テレビアニメ『悪魔のリドル』エンディングテーマ                                                   |
| 7月9日   | 黒組曲・急                                                                          | 10年黒組 | 「仰げば尊し」 | テレビアニメ『悪魔のリドル』挿入歌                                                               |
| 8月13日  | 虹色ミラクル                                                                        | 765PRO ALLSTARS | 「虹色ミラクル」 | 劇場アニメ『THE IDOLM@STER MOVIE 輝きの向こう側へ！』エンディングテーマ                          |
| 8月13日  | 虹色ミラクル                                                                        | 765PRO ALLSTARS | 「CHANGE!!!!（M@STER VERSION）」 「私たちはずっと…でしょう？」                                                                                            | テレビアニメ『THE IDOLM@STER』関連曲                                                             |
| 9月10日  | りりくる キャラクターデュオシリーズ 真優♡真衣『half destination』                   | 真優（浅倉杏美）、真衣（内田真礼） | 「half destination」 | ドラマCD『りりくる - LIly LYric cyCLE -』関連曲                                                  |
| 2015年   |                                                                                     | | |                                                                                                  |
| 1月28日  | THE IDOLM@STER LIVE THE@TER HARMONY 07                                              | BIRTH | 「Birth of Color」 「Welcome!!」 | ゲーム『アイドルマスター ミリオンライブ!』関連曲                                                 |
| 1月28日  | THE IDOLM@STER LIVE THE@TER HARMONY 07                                              | 萩原雪歩（浅倉杏美） | 「Impervious Resolution」 | ゲーム『アイドルマスター ミリオンライブ!』関連曲                                                 |
| 7月8日   | THE IDOLM@STER MASTER ARTIST 3 09 萩原雪歩                                          | 萩原雪歩（浅倉杏美） | 「あの日のナミダ（M@STER VERSION）」 「Kosmos, Cosmos」 「Agape」 「Snowdome」 「静かな夜に願いを…（M@STER VERSION）」 「ONLY MY NOTE（M@STER VERSION）」 | ゲーム『アイドルマスター ワンフォーオール』関連曲                                                |
| 6月24日  | THE IDOLM@STER 765PRO LIVE THE@TER COLLECTION Vol.1                                 | 765PRO ALLSTARS | 「Welcome!!」 | ゲーム『アイドルマスター ミリオンライブ！』関連曲                                                |
| 7月17日  | THE IDOLM@STER M@STERS OF IDOL WORLD!! 2015 M@STERPIECE & 10th Anniversary Mix      | 萩原雪歩（浅倉杏美） | 「M@STERPIECE」 | 劇場アニメ『THE IDOLM@STER MOVIE 輝きの向こう側へ！』関連曲                                      |
| 7月17日  | THE IDOLM@STER LIVE THE@TER SOLO COLLECTION Vol.02                                  | 萩原雪歩（浅倉杏美） | 「ココロがかえる場所」 | ゲーム『アイドルマスター ミリオンライブ！』関連曲                                                |
| 9月30日  | THE IDOLM@STER LIVE THE@TER DREAMERS 01 Dreaming!                                   | MILLION ALLSTARS | 「Welcome!!」 | ゲーム『アイドルマスター ミリオンライブ！』関連曲                                                |
| 12月2日  | THE IDOLM@STER LIVE THE@TER DREAMERS 03                                             | 如月千早（今井麻美）、周防桃子（渡部恵子）、徳川まつり（諏訪彩花）、二階堂千鶴（野村香菜子）、萩原雪歩（浅倉杏美）、箱崎星梨花（麻倉もも）、馬場このみ（高橋未奈美）、真壁瑞希（阿部里果）、宮尾美也（桐谷蝶々）、最上静香（田所あずさ）                                               | 「Dreaming!」 | ゲーム『アイドルマスター ミリオンライブ！』関連曲                                                |
| 12月2日  | THE IDOLM@STER LIVE THE@TER DREAMERS 03                                             | 二階堂千鶴（野村香菜子）、萩原雪歩（浅倉杏美） | 「Persona Voice」 | ゲーム『アイドルマスター ミリオンライブ！』関連曲                                                |
| 2016年   |                                                                                     | | |                                                                                                  |
| 2月17日  | THE IDOLM@STER MASTER ARTIST 3 FINALE Destiny                                       | 765PRO ALLSTARS | 「Destiny（M@STER VERSION）」 「ONLY MY NOTE（M@STER VERSION）」※限定盤のみ                                                                               | ゲーム『アイドルマスター ワンフォーオール』関連曲                                                |
| 2月17日  | THE IDOLM@STER MASTER ARTIST 3 FINALE Destiny                                       | 萩原雪歩（浅倉杏美） | 「Destiny（M@STER VERSION） 萩原雪歩ソロ・リミックス」※限定盤のみ                                                                                         | ゲーム『アイドルマスター ワンフォーオール』関連曲                                                |
| 7月20日  | THE IDOLM@STER PLATINUM MASTER 00 Happy!                                            | 天海春香（中村繪里子）、如月千早（今井麻美）、萩原雪歩（浅倉杏美）、水瀬伊織（釘宮理恵）、三浦あずさ（たかはし智秋）、我那覇響（沼倉愛美）、秋月律子（若林直美） | 「Happy!（M@STER VERSION）」 | ゲーム『アイドルマスター プラチナスターズ』関連曲                                                |
| 10月19日 | THE IDOLM@STER PLATINUM MASTER 03 アマテラス                                        | 萩原雪歩（浅倉杏美）、三浦あずさ（たかはし智秋）、四条貴音（原由実）、秋月律子（若林直美） | 「アマテラス（M@STER VERSION）」 | ゲーム『アイドルマスター プラチナスターズ』関連曲                                                |
| 2017年   |                                                                                     | | |                                                                                                  |
| 3月29日  | THE IDOLM@STER PLATINUM MASTER ENCORE 紅白応援V                                     | 765PRO ALLSTARS | 「紅白応援V（ビクトリー）」 「チェリー -PRODUCER MEETING 2017 MIX-」 「団結2010 -PRODUCER MEETING 2017 MIX-」                                             | イベント『THE IDOLM@STER PRODUCER MEETING 2017 765PRO ALLSTARS -Fun to the new vision!!-』関連曲 |
| 3月29日  | THE IDOLM@STER PLATINUM MASTER ENCORE 紅白応援V                                     | 如月千早（今井麻美）、萩原雪歩（浅倉杏美） | 「紅白応援V 千早×雪歩 Ver.」 | イベント『THE IDOLM@STER PRODUCER MEETING 2017 765PRO ALLSTARS -Fun to the new vision!!-』関連曲 |
| 7月26日  | THE IDOLM@STER MILLION THE@TER GENERATION 01 Brand New Theater!                     | 765 MILLION ALLSTARS | 「Brand New Theater!」 | ゲーム『アイドルマスター ミリオンライブ! シアターデイズ』テーマソング                            |
| 7月26日  | THE IDOLM@STER MILLION THE@TER GENERATION 01 Brand New Theater!                     | 765 MILLION ALLSTARS | 「Dreaming!」 | ゲーム『アイドルマスター ミリオンライブ！ シアターデイズ』関連曲                                 |
| 10月7日  | THE IDOLM@STER 765 MILLIONSTARS HOTCHPOTCH FESTIV@L!! Happy!でSHOW！                | 萩原雪歩（浅倉杏美） | 「Happy!（M@STER VERSION）」 | ゲーム『アイドルマスター プラチナスターズ』関連曲                                                |
| 12月22日 | THE IDOLM@STER MASTER PRIMAL POPPIN' YELLOW                                         | 星井美希（長谷川明子）、萩原雪歩（浅倉杏美）、水瀬伊織（釘宮理恵）、三浦あずさ（たかはし智秋） | 「虹のデスティネーション」 | ゲーム『アイドルマスター』関連曲                                                                 |
| 12月22日 | THE IDOLM@STER MASTER PRIMAL POPPIN' YELLOW                                         | 萩原雪歩（浅倉杏美）、三浦あずさ（たかはし智秋） | 「LEMONADE」 | ゲーム『アイドルマスター』関連曲                                                                 |
| 12月22日 | THE IDOLM@STER STELLA MASTER 00 ToP!!!!!!!!!!!!!                                    | 765PRO ALLSTARS | 「ToP!!!!!!!!!!!!!（M＠STER VERSION）」 | ゲーム『アイドルマスター ステラステージ』関連曲                                                  |
| 2018年   |                                                                                     | | |                                                                                                  |
| 1月5日   | THE IDOLM@STER ニューイヤーライブ!! 初星宴舞 会場オリジナルCD                       | 如月千早（今井麻美）、萩原雪歩（浅倉杏美）、双海真美（下田麻美） | 「静かな夜に願いを…（M@STER VERSION）」 | ゲーム『アイドルマスター ワンフォーオール』関連曲                                                |
| 1月5日   | THE IDOLM@STER LIVE THE@TER SOLO COLLECTION 05 765PRO ALLSTARS                      | 萩原雪歩（浅倉杏美） | 「Persona Voice」 | ゲーム『アイドルマスター ミリオンライブ！』関連曲                                                |
| 1月31日  | THE IDOLM@STER MILLION THE@TER GENERATION 04 プリンセススターズ                     | プリンセススターズ | 「Brand New Theater!」 | ゲーム『アイドルマスター ミリオンライブ！ シアターデイズ』関連曲                                 |
| 2月7日   | THE IDOLM@STER STELLA MASTER 01 Vertex Meister                                      | 如月千早（今井麻美）、萩原雪歩（浅倉杏美） | 「inferno SQUARING」 | ゲーム『アイドルマスター ステラステージ』関連曲                                                  |
| 4月4日   | THE IDOLM@STER MILLION LIVE! M@STER SPARKLE 08                                      | 765 MILLION ALLSTARS | 「Brand New Theater!」 | ゲーム『アイドルマスター ミリオンライブ！ シアターデイズ』関連曲                                 |
| 4月18日  | THE IDOLM@STER STELLA MASTER 03 そしてぼくらは旅にでる                              | 天海春香（中村繪里子）、萩原雪歩（浅倉杏美）、高槻やよい（仁後真耶子）、三浦あずさ（たかはし智秋） | 「そしてぼくらは旅にでる（M@STER VERSION）」 | ゲーム『アイドルマスター ステラステージ』関連曲                                                  |
| 6月13日  | THE IDOLM@STER STELLA MASTER ENCORE shy→shining                                     | 765PRO ALLSTARS | 「shy→shining（M@STER VERSION）」 | ゲーム『アイドルマスター ステラステージ』関連曲                                                  |
| 6月13日  | THE IDOLM@STER STELLA MASTER ENCORE shy→shining                                     | 萩原雪歩（浅倉杏美） | 「shy→shining（M@STER VERSION）」 | ゲーム『アイドルマスター ステラステージ』関連曲                                                  |
| 8月29日  | THE IDOLM@STER MILLION THE@TER GENERATION 11 UNION!!                                | 765 MILLION ALLSTARS | 「UNION!!」 「Welcome!!」 | ゲーム『アイドルマスター ミリオンライブ！ シアターデイズ』関連曲                                 |
| 2019年   |                                                                                     | | |                                                                                                  |
| 1月9日   | THE IDOLM@STER 初星-mix                                                             | 765PRO ALLSTARS | 「THE IDOLM@STER 初星-mix」 | ライブイベント『THE IDOLM@STER ニューイヤーライブ!! 初星宴舞』関連曲                             |
| 1月30日  | THE IDOLM@STER ニューイヤーライブ!! 初星宴舞 LIVE Blu-ray 絢爛装丁版 特典CD         | 765PRO ALLSTARS | 「THE IDOLM@STER 初星-mix ロングイントロver.」 | ライブイベント『THE IDOLM@STER ニューイヤーライブ!! 初星宴舞』関連曲                             |
| 6月26日  | THE IDOLM@STER MILLION THE@TER GENERATION 18 765PRO ALLSTARS                        | 765PRO ALLSTARS | 「LEADER!!」 「Brand New Theater!」 | ゲーム『アイドルマスター ミリオンライブ！ シアターデイズ』関連曲                                 |
| 7月24日  | THE IDOLM@STER MILLION THE@TER WAVE 01 Flyers!!!                                    | 765 MILLION ALLSTARS | 「Flyers!!!」 | ゲーム『アイドルマスター ミリオンライブ！ シアターデイズ』関連曲                                 |
| 9月25日  | THE IDOLM@STER MILLION THE@TER WAVE 03                                              | Xs | 「ラビットファー」 「Dreamy Dream」 | ゲーム『アイドルマスター ミリオンライブ！ シアターデイズ』関連曲                                 |
| 2020年   |                                                                                     | | |                                                                                                  |
| 8月26日  | THE IDOLM@STER MILLION THE@TER WAVE 10 Glow Map                                     | 765 MILLION ALLSTARS | 「Glow Map」 | ゲーム『アイドルマスター ミリオンライブ！ シアターデイズ』関連曲                                 |
| 10月28日 | プリンセスコネクト！Re:Dive PRICONNE CHARACTER SONG 18                              | ヨリ（原紗友里）、アカリ（浅倉杏美） | 「ねぇねぇPlease!」 | ゲーム『プリンセスコネクト！Re:Dive』挿入歌                                                      |
| 10月28日 | プリンセスコネクト！Re:Dive PRICONNE CHARACTER SONG 18                              | アカリ（浅倉杏美） | 「ねぇねぇPlease!」 | ゲーム『プリンセスコネクト！Re:Dive』挿入歌                                                      |
| 2021年   |                                                                                     | | |                                                                                                  |
| 6月16日  | THE IDOLM@STER MASTER ARTIST 4 11 萩原雪歩                                          | 萩原雪歩（浅倉杏美） | 「芽吹の季」 「SPIRIT」 「桜見丘」 「マジで…!?」 「New Me, Continued」                                                                                    | 『アイドルマスター』関連曲                                                                       |
| 7月28日  | THE IDOLM@STER MILLION THE@TER SEASON Harmony 4 You                                 | 765 MILLION ALLSTARS | 「Harmony 4 You」 | ゲーム『アイドルマスター ミリオンライブ！ シアターデイズ』関連曲                                 |
| 7月28日  | THE IDOLM@STER MILLION THE@TER SEASON Harmony 4 You                                 | 765PRO ALLSTARS | 「EVERYDAY STARS!!」 | ゲーム『アイドルマスター ミリオンライブ！ シアターデイズ』関連曲                                 |
| 10月6日  | THE IDOLM@STER STARLIT SEASON 00 GR@TITUDE                                          | Project LUMINOUS | 「GR@TITUDE」 | ゲーム『アイドルマスター スターリットシーズン』テーマソング                                      |
| 10月6日  | THE IDOLM@STER STARLIT SEASON 00 GR@TITUDE 日本コロムビア盤                         | 765PRO ALLSTARS | 「GR@TITUDE」 | ゲーム『アイドルマスター スターリットシーズン』テーマソング                                      |
| 10月27日 | THE IDOLM@STER MILLION THE@TER SEASON BRIGHT DIAMOND                                | 百瀬莉緒（山口立花子）、萩原雪歩（浅倉杏美）、田中琴葉（種田梨沙）、双海真美（下田麻美） | 「真夏のダイヤ☆」 | ゲーム『アイドルマスター ミリオンライブ！ シアターデイズ』関連曲                                 |
| 10月27日 | THE IDOLM@STER MILLION THE@TER SEASON BRIGHT DIAMOND                                | BRIGHT DIAMOND | 「ダイヤモンド・クラリティ」 「Harmony 4 You」 | ゲーム『アイドルマスター ミリオンライブ！ シアターデイズ』関連曲                                 |
| 12月1日  | THE IDOLM@STER STARLIT SEASON 01                                                    | Project LUMINOUS | 「THE IDOLM@STER」 | ゲーム『アイドルマスター スターリットシーズン』関連曲                                            |
| 12月1日  | THE IDOLM@STER STARLIT SEASON 01                                                    | 765PRO ALLSTARS、MILLIONSTARS | 「Thank you!」 | ゲーム『アイドルマスター スターリットシーズン』関連曲                                            |
| 12月1日  | THE IDOLM@STER STARLIT SEASON 01                                                    | 765PRO ALLSTARS、シャイニーカラーズ | 「Spread the Wings!!」 | ゲーム『アイドルマスター スターリットシーズン』関連曲                                            |
| 2022年   |                                                                                     | | |                                                                                                  |
| 1月19日  | THE IDOLM@STER STARLIT SEASON 02                                                    | 765PRO ALLSTARS、シャイニーカラーズ | 「READY!!」 | ゲーム『アイドルマスター スターリットシーズン』関連曲                                            |
| 1月19日  | THE IDOLM@STER STARLIT SEASON 02                                                    | 765PRO ALLSTARS、CINDERELLA GIRLS、MILLIONSTARS | 「Brand New Theater!」 | ゲーム『アイドルマスター スターリットシーズン』関連曲                                            |
| 1月19日  | THE IDOLM@STER STARLIT SEASON 02                                                    | 星井美希（長谷川明子）、萩原雪歩（浅倉杏美）、高槻やよい（仁後真耶子）、双海亜美 / 真美（下田麻美）、城ヶ崎美嘉（佳村はるか）、諸星きらり（松嵜麗）、伊吹翼（Machico）、桜守歌織（香里有佐）、小宮果穂（河野ひより）、奧空心白（田中あいみ）                                           | 「夏のBang!!」 | ゲーム『アイドルマスター スターリットシーズン』関連曲                                            |
| 3月2日   | THE IDOLM@STER STARLIT SEASON 03                                                    | 765PRO ALLSTARS、MILLIONSTARS | 「UNION!!」 | ゲーム『アイドルマスター スターリットシーズン』関連曲                                            |
| 3月2日   | THE IDOLM@STER STARLIT SEASON 03                                                    | 星井美希（長谷川明子）、萩原雪歩（浅倉杏美）、高槻やよい（仁後真耶子）、双海亜美 / 真美（下田麻美）、城ヶ崎美嘉（佳村はるか）、諸星きらり（松嵜麗）、伊吹翼（Machico）、桜守歌織（香里有佐）、小宮果穂（河野ひより）、田中摩美々（菅沼千紗）、奧空心白（田中あいみ）、亜夜（日高里菜） | 「全力★ドリーミングガールズ」 | ゲーム『アイドルマスター スターリットシーズン』関連曲                                            |
| 3月24日  | THE IDOLM@STER MILLION LIVE! M@STER SPARKLE2 05                                     | 萩原雪歩（浅倉杏美） | 「プルメリアの花」 | ゲーム『アイドルマスター ミリオンライブ！ シアターデイズ』関連曲                                 |
| 4月13日  | THE IDOLM@STER STARLIT SEASON 04                                                    | 765PRO ALLSTARS | 「IDOL☆HEART」 | ゲーム『アイドルマスター スターリットシーズン』関連曲                                            |
| 4月13日  | THE IDOLM@STER STARLIT SEASON 04                                                    | Project LUMINOUS、DIAMANT | 「GR＠TITUDE」 | ゲーム『アイドルマスター スターリットシーズン』関連曲                                            |
| 4月13日  | THE IDOLM@STER STARLIT SEASON 04                                                    | 765PRO ALLSTARS、奥空心白（田中あいみ）、亜夜（日高里菜） | 「なんどでも笑おう」 | ゲーム『アイドルマスター スターリットシーズン』関連曲                                            |
| 7月9日   | THE IDOLM@STER LIVE THE@TER SOLO COLLECTION 10 765PRO ALLSTARS                      | 萩原雪歩（浅倉杏美） | 「Birth of Color」 | ゲーム『アイドルマスター ミリオンライブ！』関連曲                                                |
| 7月9日   | THE IDOLM@STER 765PRO ALLSTARS LIVE SUNRICH COLORFUL コロムビア会場オリジナルCD     | 萩原雪歩（浅倉杏美） | 「虹のデスティネーション」 | ゲーム『アイドルマスター』関連曲                                                                 |
| 7月27日  | THE IDOLM@STER MILLION THE@TER SEASON 夢にかけるRainbow                             | 765 MILLION ALLSTARS | 「夢にかけるRainbow」 | ゲーム『アイドルマスター ミリオンライブ！ シアターデイズ』関連曲                                 |
| 7月27日  | THE IDOLM@STER MILLION THE@TER SEASON 夢にかけるRainbow                             | プリンセススターズ | 「夢にかけるRainbow」 | ゲーム『アイドルマスター ミリオンライブ！ シアターデイズ』関連曲                                 |
| 12月14日 | THE IDOLM@STER MILLION THE@TER VARIETY 02                                           | 765 MILLION ALLSTARS | 「Brand New Theater! 〜Brand New Year Ver.〜」 | ゲーム『アイドルマスター ミリオンライブ！ シアターデイズ』関連曲                                 |
| 2023年   |                                                                                     | | |                                                                                                  |
| 1月25日  | プリンセスコネクト！Re:Dive PRICONNE CHARACTER SONG 31                              | ヨリ（原紗友里）、アカリ（浅倉杏美） | 「はつゆきツインアプローチ」 | ゲーム『プリンセスコネクト！Re:Dive』挿入歌                                                      |
| 1月25日  | プリンセスコネクト！Re:Dive PRICONNE CHARACTER SONG 31                              | アカリ（浅倉杏美） | 「はつゆきツインアプローチ」 | ゲーム『プリンセスコネクト！Re:Dive』関連曲                                                      |
| 2月11日  | THE IDOLM@STER M@STERS OF IDOL WORLD!!!!! 2023 なんどでも笑おう                     | 765PRO ALLSTARS | 「なんどでも笑おう」 | 「アイドルマスターシリーズ」関連曲                                                               |
| 2月11日  | THE IDOLM@STER M@STERS OF IDOL WORLD!!!!! 2023 なんどでも笑おう                     | 萩原雪歩（浅倉杏美） | 「なんどでも笑おう」 | 「アイドルマスターシリーズ」関連曲                                                               |
| 3月23日  | THE IDOLM@STER 765 MILLION ALLSTARS BEST                                            | 765 MILLION ALLSTARS | 「Thank You!（765 MILLION ALLSTARS ver.）」 「夢にかけるRainbow（Brand New Ver.）」 「Crossing!」                                                         | ゲーム『アイドルマスター ミリオンライブ！ シアターデイズ』関連曲                                 |
| 5月31日  | THE IDOLM@STER MILLION THE@TER VARIETY 03                                           | 萩原雪歩（浅倉杏美）、福田のり子（浜崎奈々）、菊地真（平田宏美）、最上静香（田所あずさ）、永吉昴（斉藤佑圭） | 「春風満帆スターティング」 | ゲーム『アイドルマスター ミリオンライブ！ シアターデイズ』関連曲                                 |
| 7月26日  | THE IDOLM@STER 765PRO LIVE THE@TER COLLECTION Vol.2                                 | 765PRO ALLSTARS | 「Dreaming!」 「UNION!!」 「Flyers!!!」 「Glow Map」 「Harmony 4 You」 「夢にかけるRainbow」                                                              | ゲーム『アイドルマスター ミリオンライブ！ シアターデイズ』関連曲                                 |
| 7月26日  | THE IDOLM@STER MILLION LIVE! グッドサイン                                           | 765 MILLION ALLSTARS | 「グッドサイン」 | ゲーム『アイドルマスター ミリオンライブ！ シアターデイズ』関連曲                                 |
| 7月26日  | THE IDOLM@STER MILLION LIVE! グッドサイン                                           | 765PRO ALLSTARS | 「グッドサイン」 | ゲーム『アイドルマスター ミリオンライブ！ シアターデイズ』関連曲                                 |
| 2024年   |                                                                                     | | |                                                                                                  |
| 2月21日  | THE IDOLM@STER MILLION ANIMATION THE@TER START THE DREAM                            | 765 MILLIONSTARS | 「READY!!（Anime ver.）」 | テレビアニメ『アイドルマスター ミリオンライブ！』挿入歌                                          |
| 3月16日  | 『菊地真・萩原雪歩 twin live はんげつであえたら』会場オリジナルCD                   | 菊地真（平田宏美）、萩原雪歩（浅倉杏美） | 「Halftone」 「自転車」 「9:02pm（M@STER VERSION）」 | ライブイベント『菊地真・萩原雪歩 twin live はんげつであえたら』関連曲                            |
| 3月16日  | 『菊地真・萩原雪歩 twin live はんげつであえたら』会場オリジナルCD                   | 萩原雪歩（浅倉杏美） | 「Halftone」 | ライブイベント『菊地真・萩原雪歩 twin live はんげつであえたら』関連曲                            |
| 3月16日  | 『菊地真・萩原雪歩 twin live はんげつであえたら』会場オリジナルCD                   | 萩原雪歩（浅倉杏美）、菊地真（平田宏美） | 「Kosmos, Cosmos」 「アマテラス（M@STER VERSION）」 | ライブイベント『菊地真・萩原雪歩 twin live はんげつであえたら』関連曲                            |
| 7⽉31⽇  | THE IDOLM@STER MILLION LIVE! 7Days A Week!!                                         | 765 MILLION ALLSTARS | 「7Days A Week!!」 「DIAMOND DAYS」 | ゲーム『アイドルマスター ミリオンライブ！ シアターデイズ』関連曲                                 |
| 7⽉31⽇  | THE IDOLM@STER LIVE THE@TER SOLO COLLECTION 「DIAMOND DAYS」 765PRO ALLSTARS        | 萩原雪歩（浅倉杏美） | 「DIAMOND DAYS」 | ゲーム『アイドルマスター ミリオンライブ！ シアターデイズ』関連曲                                 |
| 2025年   |                                                                                     | | |                                                                                                  |
| 1月29日  | THE IDOLM@STER MILLION MOVEMENT OF ASTROLOGIA 03 Stellar Light                      | 四条貴音（原由実）、萩原雪歩（浅倉杏美）、天海春香（中村繪里子）、水瀬伊織（釘宮理恵） | 「Stellar Light」 | ゲーム『アイドルマスター ミリオンライブ！ シアターデイズ』関連曲                                 |

### その他参加楽曲
| 発売日         | 商品名                                                                      | 歌                                       | 楽曲 | 備考                                      |
| -------------- | --------------------------------------------------------------------------- | ---------------------------------------- | --- | ----------------------------------------- |
| 2011年9月28日  | HEART AND SOUL -THE IDOLM@STER STATION!!!-                                  | 浅倉杏美                                 | 「SUPERSTAR」 | ラジオ『THE IDOLM@STER STATION!!!』関連曲 |
| 2011年9月28日  | HEART AND SOUL -THE IDOLM@STER STATION!!!-                                  | 浅倉杏美、沼倉愛美、原由実               | 「1,2,3」 | ラジオ『THE IDOLM@STER STATION!!!』関連曲 |
| 2012年2月29日  | THE IDOLM@STER STATION!!! Nouvelle Vague                                    | 浅倉杏美、沼倉愛美、原由実               | 「HEART AND SOUL」 「風になる」 「夏のお嬢さん」 「見上げてごらん夜の星を」 「マル・マル・モリ・モリ!」 「大阪LOVER」 「もう逢えないかもしれない」 「あわてん坊のサンタクロース」 「恋人がサンタクロース」 「それが大事」 「にっぽん昔ばなし」 「陽のあたる坂道」 | ラジオ『THE IDOLM@STER STATION!!!』関連曲 |
| 2012年2月29日  | THE IDOLM@STER STATION!!! Nouvelle Vague                                    | 浅倉杏美                                 | 「舟唄」 「夏祭り」 「ねこふんじゃった」 「1秒のリフレイン」 「高速道路」 | ラジオ『THE IDOLM@STER STATION!!!』関連曲 |
| 2012年2月29日  | THE IDOLM@STER STATION!!! Nouvelle Vague                                    | 沼倉愛美、浅倉杏美                       | 「TRUE LOVE」 | ラジオ『THE IDOLM@STER STATION!!!』関連曲 |
| 2012年2月29日  | THE IDOLM@STER STATION!!! Nouvelle Vague                                    | 原由実、浅倉杏美                         | 「ガッツだぜ!!」 | ラジオ『THE IDOLM@STER STATION!!!』関連曲 |
| 2012年2月29日  | THE IDOLM@STER STATION!!! Nouvelle Vague                                    | 沼倉愛美、原由実、浅倉杏美、たかはし智秋 | 「元気を出して」 | ラジオ『THE IDOLM@STER STATION!!!』関連曲 |
| 2012年2月29日  | THE IDOLM@STER STATION!!! Nouvelle Vague                                    | 沼倉愛美、原由実、浅倉杏美、仁後真耶子   | 「Love Song 探して」 | ラジオ『THE IDOLM@STER STATION!!!』関連曲 |
| 2012年12月12日 | THE IDOLM@STER STATION!!! Amazing grace                                     | 浅倉杏美                                 | 「きっと」 | ラジオ『THE IDOLM@STER STATION!!!』関連曲 |
| 2012年12月12日 | THE IDOLM@STER STATION!!! Amazing grace                                     | 浅倉杏美、沼倉愛美、原由実               | 「ぜんぜんあいたい」 | ラジオ『THE IDOLM@STER STATION!!!』関連曲 |
| 2015年11月18日 | THE IDOLM@STER STATION!!! in WonderRadio                                    | 浅倉杏美、沼倉愛美、原由実               | 「in WonderRadio」 「クリスマスなんて大嫌い!! なんちゃって」 「雨」 「Monday Night Fever☆」 | ラジオ『THE IDOLM@STER STATION!!!』関連曲 |
| 2015年11月18日 | THE IDOLM@STER STATION!!! in WonderRadio                                    | 浅倉杏美                                 | 「お料理行進曲」 | ラジオ『THE IDOLM@STER STATION!!!』関連曲 |
| 2016年11月30日 | THE IDOLM@STER STATION!!! Summer Night Party!!!                             | 沼倉愛美、原由実、浅倉杏美               | 「だから今夜きみと」 | ラジオ『THE IDOLM@STER STATION!!!』関連曲 |
| 2019年2月6日   | THE IDOLM@STER STATION!!! Long Travel 〜BEST OF THE IDOLM@STER STATION!!!〜 | 沼倉愛美、原由実、浅倉杏美               | 「光跡」 | ラジオ『THE IDOLM@STER STATION!!!』関連曲 |

### 作詞
- First Step（2013年）

## その他

### コラム
- 声優グランプリ「浅倉杏美のSmiley*Happily*grandprix」（2010年10月 - 2011年8月）